# Calorophus elongatus
Calorophus elongatus là một loài thực vật có hoa trong họ Restionaceae. Loài này được Labill. mô tả khoa học đầu tiên năm 1806.